# Trancón
Trancón es un tipo de cerradura característica de la Sierra de San Vicente. Está hecha de madera y su mecanismo es muy similar al de las cerraduras actuales.
Su origen es incierto, ya que es un sistema complejo no muy extendido. Según narra Julio Sánchez Gil, etnólogo que ha estudiado este tipo de artilugios de seguridad, su origen sería bereber y habría sido traído a España por poblaciones del desierto del norte de África donde se utiliza un sistema muy similar.